# プロテスタント同盟

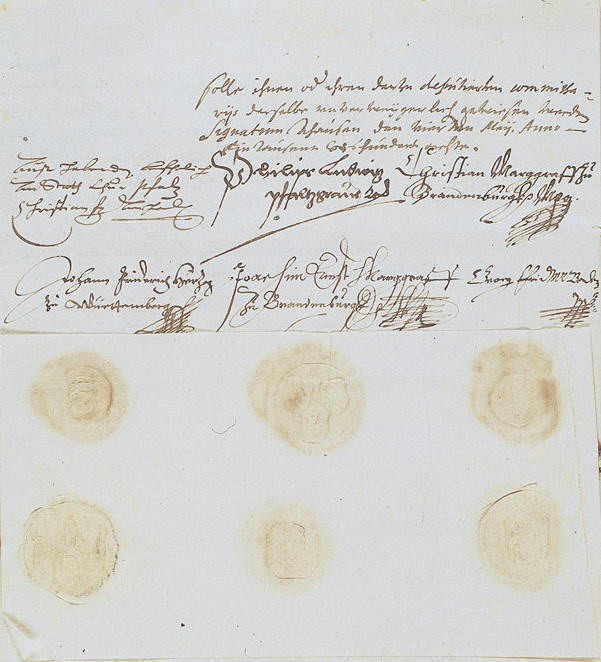
プロテスタント同盟（ウニオーン）を定めた文書

プロテスタント同盟の領域（青）

プロテスタント同盟（Protestantische Union）は、1608年に神聖ローマ帝国で結成されたプロテスタント諸侯の同盟。単に「ウニオン」「ウニオーン」などとも表記される。

## 概要
1607年から1608年にかけて、プロテスタントの帝国自由都市であったドナウヴェルトが、バイエルン公マクシミリアン1世によって強行的に併合され、カトリック化された。直後の帝国議会でカトリック勢力とプロテスタント勢力の対立が激化したこともあり、1608年にプファルツ選帝侯フリードリヒ4世を盟主としてプロテスタント同盟が成立した。これに対抗したカトリック勢力は翌1609年にカトリック連盟（リーガ、Katholische Liga）を組織し、三十年戦争へと向かう両勢力の対立構図が強化されることになった。
メンバーはアンスバッハ辺境伯ヨアヒム・エルンスト、バイロイト辺境伯クリスティアン、ヴュルテンベルク公ヨハン・フリードリヒ、アンハルト＝ベルンブルク侯クリスティアン1世、プファルツ＝ノイブルク公子ヴォルフガング・ヴィルヘルム、バーデン＝ドゥルラハ辺境伯ゲオルク・フリードリヒの6人だった。しかし、1609年にユーリヒ＝クレーフェ＝ベルク連合公国を巡る継承戦争（ユーリヒ＝クレーフェ継承戦争）が発生した時、ヴォルフガング・ヴィルヘルムと父のフィリップ・ルートヴィヒはカトリックに改宗、カトリック連盟へ寝返り、ブランデンブルク選帝侯ヨーハン・ジギスムントは逆にプロテスタント同盟を頼った。また、同じプロテスタントでも同盟の君主が信仰していたカルヴァン派とルター派の諸侯は反目しあっており、1つにまとまっていなかった。
1619年、フリードリヒ4世の息子フリードリヒ5世がボヘミア貴族の要請でボヘミア王に即位したが、プロテスタント同盟は報復を恐れて翌1620年、カトリック連盟とウルムの条約を締結、中立の立場を取った。プロテスタント同盟から援助を受けられなくなったフリードリヒ5世は神聖ローマ皇帝フェルディナント2世に反撃され、白山の戦いで敗れて王位を失った。1621年、フェルディナント2世の命令に服した同盟は5月24日に解散した。
解散後もバーデン＝ドゥルラハ辺境伯ゲオルク・フリードリヒは抵抗したが、ヴィンプフェンの戦いで大敗、辺境伯を退位、フリードリヒ5世はネーデルラントへ亡命した。この後、ハプスブルク家の勢力伸長に危機感を抱いたフランスはデンマーク・スウェーデンと対ハプスブルク同盟を結成、諸外国の帝国への介入で三十年戦争は激化の一途をたどることになる。